# Henry Moore
Henry Moore (født 30. juli 1898 i Castleford i Yorkshire, død 31. august 1986 i Much Hadham i Hertfordshire) var en britisk billedhugger. Han havde i sin aktive karriere en meget stor produktion. Typisk for ham var at omforme og forenkle menneskefiguren, samt at bruge hulrum.

## Udmærkelser (udvalg)
Moore fik i 1972 den tyske orden Pour le Mérite für Wissenschaften und Künste.

## Skulpturer
Noen ytterst få af hans skulpturer.
- Reclining Figure, Fitzwilliam Museum, Cambridge, Massachusetts, USA (1951)
- The Arch, Hiroshima City Museum of Contemporary Art, Japan. (1969)
- Large Arch, Huk, Oslo (1963–69)

## Galleri
- Draped Seated Woman (1957–58), Hebrew University of Jerusalem
- Three Piece Reclining Figure No.1 (1961), Yorkshire Sculpture Park
- Knife Edge Two Piece (1962–65) (bronze), (1962), opposite House of Lords, London
- Knife Edge Two Piece (1962–65), Queen Elizabeth Park, Vancouver, B.C., Canada. 1970.
- Two Piece Reclining Figure No. 5 (1963–64), bronze, Kenwood House grounds, London
- Oval with Points (1968–70), Henry Moore Foundation
- Sheep Piece (1971–72), Zürichhorn, Zürich-Seefeld, Switzerland
- Large Two Forms (1969), Art Gallery of Ontario
- Double Oval (1966), Jardine House, Central, Hong Kong
- Sculpture with Hole and Light (1967), Kröller-Müller Museum, Otterlo
- Three Piece Sculpture: Vertebrae (1968–69), Henry Moore, Kunsthalle Würth, 74523 Schwäbish Hall 2005
- The Arch (1963/69), Henry Moore - Kunst in Schwäbisch Hall
- Large Interior Form (1953–54), Henry Moore - Kunst in Schwäbisch Hall
- Reclining Figure (1982), Henry Moore - Kunst in Schwäbisch Hall